# Brian Glover
Brian Glover (n. 2 aprilie 1934, Sheffield, Anglia, Regatul Unit – d. 24 iulie 1997, Londra, Anglia, Regatul Unit) a fost un actor și scriitor englez. A lucrat ca profesor și luptător profesionist înainte de a începe o carieră de actor. Printre rolurile sale de film se numără Șoimul⁠(d) (1969), Un vârcolac american la Londra (1981) și Alien 3 - Planeta condamnaților (1992).
Descris de The New York Times drept „actor de personaj robust” care a jucat „roluri groaznice, dar simpatice”, acesta a avut „o serie de roluri în care a interpretat personaje dure și criminali”. Glover era cunoscut și pentru reclamele la ceaiul Tetley⁠(d). La momentul morții sale, ziarul The Independent l-a descris drept „unul dintre cei mai iubiți actori din Marea Britanie”.

## Biografie
Glover s-a născut la Women's Hospital, Sheffield, West Riding of Yorkshire⁠(d)  și a locuit în Sheffield până în 1937, când părinții lui s-au mutat la Lundwood,⁠(d) lângă Barnsley. Tatăl său, Charles Glover, a fost un luptător, având numele de ring „The Red Devil”. Acesta a urmat cursurile la Barnsley Grammar School⁠(d) și la Universitatea din Sheffield; pe parcursul studiilor, a luat parte la spectacole de wrestling sub numele de „Leon Arras - The Man from Paris”.
În 1954 s-a căsătorit cu prima sa soție, Elaine Foster, și a devenit profesor la aceeași școală din Barnsley unde învățase în timpul copilăriei. A predat engleza și franceza din 1954 până în 1970, o parte din ele la Longcar Central School, Barnsley, unde l-a cunoscut pe scriitorul Barry Hines⁠(d). Acesta a reușit să rămână profesor și să participe în continuare la meciuri de wrestling, având apariții la World of Sport⁠(d) și în Paris, Milano, Zurich și Barcelona.

### Cariera
Primul său rol a fost cel al domnului Sugden, profesorul de sport din filmul Șoimul de Ken Loach  (o slujbă care i-a fost oferită atunci când Barry Hines, care a scris scenariul filmul, l-a sugerat regizorului). Deși lipsit de orice pregătire, Glover s-a dovedit a fi un actor de personaj priceput și flexibil, utilizând tehnicile învățate în timpul carierei sale de luptător. Capul său mare și chel, corpul îndesat și vocea distinctă cu accentul de Yorkshire⁠(d) i-au adus multe roluri de criminali.
L-a interpretat pe Bottom în Visul unei nopți de vară (BBC TV, 1981) și a avut un rol recurent în sitcomul clasic Porridge⁠(d), în rolul deținutului tembel Cyril Heslop care, când este acuzat că este analfabet, rostește memorabilul vers „Am citit o carte cândva! Verde, a fost”. A obținut rolul lui Quilp în The Old Curiosity Shop⁠(d) și a realizat dublaje pentru numeroase personaje animate, inclusiv în reclama Tetley Tea Folk⁠(d) pentru ceaiul Tetley, reclama pentru pâinea Allinson⁠(d) și „Big Pig”, mascota seriei de albume Now That's What I Call Music!⁠(d). A mai apărut în filmele An American Werewolf in London, The First Great Train Robbery⁠(d), Jabberwocky⁠(d), Alien 3, Leon the Pig Farmer⁠(d) și în rolul generalului Douglas într-un film de la Bollywood 1942: A Love Story⁠(d). 
După interpretarea din Șoimul, Glover a obținut alte roluri la Royal Court Theatre⁠(d), în special în The Changing Room⁠(d) (1971) de Lindsay Anderson. A urmat un sezon cu Royal Shakespeare Company din Marea Britanie, interpretând rolul luptătorului Charles în Cum vă place, și rolul unui Peter robust în Romeo și Julieta. Pentru Teatrul Național Regal⁠(d) a apărut în Misterele⁠(d), Sfânta Ioana⁠(d) și Don Quijote.
Glover a scris peste 20 de piese de teatru și scurtmetraje. În 1982, a fost prezentator-invitat în sezonul șase al emisiunii Friday Night Saturday Morning⁠(d).

## Viața personală
Glover a fost căsătorit de două ori, al doilea mariaj fiind cu producătorul Tara Prem, fiica actorului Bakhshi Prem, pe 2 octombrie 1996. Acesta a avut doi copii, o fiică din prima căsătorie și un fiu din a doua căsătorie. În septembrie 1996, Glover a dezvoltat o tumoare pe creier și a suferit o operație pentru îndepărtarea acesteia. Tumoara a fost îndepărtată și și-a revenit complet, însă aceasta a revenit în vara anului 1997 și Glover a murit în somn într-un spital din Londra pe 24 iulie 1997. A fost înmormântat în cimitirul Brompton⁠(d), Londra, la 30 iulie 1997. 

## Filmografie
- Kes (1969) - Mr Sugden
- On the House (1971, TV series) - Bagley
- Paul Temple (1971, TV series) - Waites
- Joy (1972, TV movie) - Extra
- Coronation Street (1972, soap opera) - Fred Henshaw
- Sez Les (1972, TV series)
- A Day Out (1972, TV movie) - Boothroyd
- The Fishing Party (1972, Play for Today) - Art
- ‘’The Frighteners’’ (1972),ep.4 ‘The Minder’
- Thirty-Minute Theatre (1973, TV series) - The Guard
- Whatever Happened to the Likely Lads? (1973, sitcom) - Flint
- The Regiment (1973, TV series) - Sergeant Dyke
- O Lucky Man! (1973) - Plantation foreman / Bassett (Power station guard)
- The Protectors (1973, TV series) - Allen
- Shakespeare or Bust (1973, Play for Today) - Art
- You'll Never Walk Alone (1974, TV short) - Maurice Pouncey
- Porridge (1974,sitcom) - Heslop
- Centre Play (1974, TV series) - Nobby
- Three for the Fancy (1974, Play for Today) - Art
- The Sweeney (1975, TV series) - Moose
- Not On Your Nellie (1975, TV series) .... Battling Bill
- Dixon of Dock Green (1975, TV series) ... Chuck Windell
- 1975 Inspectorul Brannigan (Brannigan), regia Douglas Hickox : Jimmy-the-Bet
- Quiller (1975, TV series) .... Sergeant
- Mister Quilp (1975) .... Furnaceman
- Trial by Combat (1976) .... Sidney Gore
- Sweeney! (1977) .... Mac
- Joseph Andrews (1977) .... Gaoler
- Jabberwocky (1977) .... Armourer
- Secret Army (1977, TV series) .... Corporal Emil Schnorr
- The First Great Train Robbery (1978) .... Captain Jimmy
- Absolution (1978) .... First Policeman
- The Famous Five (1978) .... Tiger Dan, circus clown
- Sounding Brass (1980, TV series) .... Horace Gilbert Beswick
- Minder (1980, TV series) .... Yorkie
- An American Werewolf in London (1981) .... Chess Player
- A Midsummer Night's Dream (1981, TV movie) .... Nick Bottom
- Britannia Hospital (1982) .... Painter: The Workers
- Red Monarch (1983, TV movie) .... Khrushchev
- Ordeal by Innocence (1984) .... Executioner
- The Company of Wolves (1984) .... Amorous Boy's Father
- Last of the Summer Wine (1985, sitcom) .... Oggie Buttercluff
- Doctor Who (1985, serial: Attack of the Cybermen) .... Griffiths
- Lost Empires (1986, TV mini-series) .... Tommy Beamish
- To Kill a Priest (1988) .... Judge
- All Creatures Great and Small (1989, TV series) ... Mr Dawson
- Campion (1989–1990, TV series) .... Magersfontein Lugg
- Bottom (1991, TV series) .... Mr. Rottweiler
- Kafka (1991) .... Castle Henchman
- Alien 3 (1992) .... Harold Andrews
- Leon the Pig Farmer (1992) .... Brian Chadwick
- The Bill (1993, TV series) .... Ken Farley
- Prince of Jutland (1994) .... Caedman
- Anna Lee (1994, TV series) .... Selwyn Price
- 1942: A Love Story (1994) .... General Douglas
- Rumble (1995) .... Johnny Pecs
- Bob's Weekend (1996) .... The Boss
- Snow White: A Tale of Terror (1997) .... Lars
- Up 'n' Under (1998) .... Jack, Doreen's father
- Stiff Upper Lips (1998) .... Eric (ultimul rol)